# Myzostoma bicaudatum
Myzostoma bicaudatum is een ringworm uit de familie Myzostomatidae.
Myzostoma bicaudatum werd in 1883 voor het eerst wetenschappelijk beschreven door Greeff.